# دروازه ته‌دونگ
دروازه ته‌دونگ (کره‌ای: 대동문) دروازه شرقی دژ داخلی شهر محصور پیونگ‌یانگ و یکی از گنجینه‌های ملی کره شمالی است. این دروازه که در کرانه‌های رود ته‌دونگ واقع شده و نام خود را از آن گرفته است، در اصل در قرن ششم به عنوان یک سازه رسمی امپراتوری گوگوریو ساخته شد و به همراه عمارت ریونگ‌وانگ و زنگ پیونگ‌یانگ ، به عنوان مرکز دفاعی شرقی دژ پیونگ‌یانگ داخلی عمل می‌کرد. با این حال، بنای فعلی به سال ۱۶۳۵ میلادی برمی‌گردد،  زیرا بنای اصلی در طول جنگ‌های ایمجین در اواخر قرن شانزدهم به کلی سوخت.
دروازه فعلی دارای یک پایه گرانیتی است که بر فراز آن یک عمارت دو طبقه قرار دارد که به دلیل چشم‌اندازهای باشکوهش از رودخانه ته‌دونگ، عمارت اوپهورو (읍호루 ،挹灝樓) نامیده می‌شود. این غرفه دو پلاک نام آویزان دارد، یکی در طبقه اول که روی آن «دروازه ته‌دونگ» نوشته شده و یانگ ساوون خوشنویسی شده است، و دیگری در طبقه دوم که روی آن «غرفه اوپهو» نوشته شده و توسط پاک وی نوشته شده است.
این گنجینه ملی شماره ۴ در کره شمالی است.